# Liam Sutcliffe

a Compétitions nationales et continentales officielles uniquement.

b Matchs officiels uniquement.
Liam Sutcliffe, né le 25 novembre 1994 à Leeds (Angleterre), est un joueur de rugby à XIII anglais connu pour sa polyvalence puisqu'il a occupé les postes de troisième ligne, deuxième ligne, demi d'ouverture, demi de mêlée, centre, arrière et ailier. Enfant de Leeds, il se tourne rapidement vers le rugby à XIII et s'effectue ses débuts avec Leeds en Super League. Il est longtemps remplaçant et profite des longues absences de joueurs cadres tels que Danny McGuire ou Kevin Sinfield. Ses entrées lui permettent de prendre une part active aux titres remportées par Leeds puis devient titulaire avec ce club avec lequel il dispute plus de 150 rencontres. Il remporte la Super League en 2015 et 2017 ainsi que la Challenge Cup en 2014, 2015 et 2020.
Il connaît une unique sélection avec l'équipe d'Angleterre en 2018 contre la France.

## Palmarès
- Collectif :
  - Vainqueur de la Super League : 2015[1] et 2017 (Leeds).
  - Vainqueur de la Challenge Cup : 2014, 2015[1] et 2020 (Leeds).
  - Finaliste de la Super League : 2022 (Leeds).